# Атет
| R24 · D46 · X1 · X1 | P3 |

| R24 · D46 · X1 · X1 | P3 |

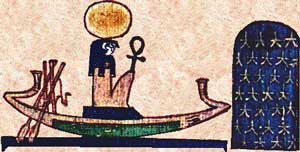
Лодка, в которой Ра путешествует по дневному небу.

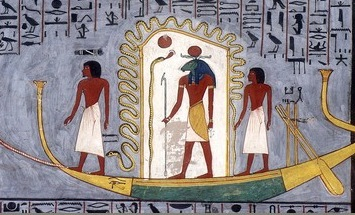
Лодка, в которой Ра путешествует по подземному миру.

Атет (также известна как лодка Матет) — в египетской мифологии одна из двух лодок, в которой Ра с солнечным диском над головой ежедневно путешествовал по небу. В период с рассвета до полудня Ра плывёт вверх на лодке Атет. В период между полуднем и сумерками Ра путешествует в лодке Сектет, спускаясь всё ниже. Ночью Ра отправляется в путешествие по подземному миру, в котором ему предстоят ожесточённые сражения с его многочисленными врагами. У лодок Атет и Сектет имеется множество различных названий, так же как и у бога Ра, которого иногда ассоциируют со многими другими божествами.